# Václav Emanuel Horák
Pour les articles homonymes, voir Horák.
Václav (Wenzel) Emanuel Horák, né le 1er janvier 1800 à Lobeč et mort le 3 septembre 1871 à Prague) est un compositeur, organiste et musicien d'église tchèque.

## Biographie
À partir de 1813, Horák fait ses études au Lycée de Prague, tout en travaillant comme un enfant de chœur, et plus tard comme un choriste à l'église Saint Nicolas dans le quartier de Malá Strada .
Il étudie ensuite la philosophie puis le droit à l'Université de Prague. Il ne peut suivre une formation musicale auprès de Václav Jan Tomášek, comme il le souhaitait, pour des raisons financières, et c'est seulement plus tard qu'il est devenu un élève de Friedrich Dionys Weber et de Tomášek.
Il commence à travailler vers 1830 comme organiste à l'Église de la Trinité de Prague, et devient professeur à l'École d'Orgue de Prague peu de temps après.
Il est nommé organiste de l'Église de Notre-Dame du Týn en 1833, directeur de la chorale de l'église Franciscaine Notre-Dame-des-Neiges en 1837, et Regens chori à  l'Église Saint-Adalbert en 1853.
En 1859, il retourne à Notre-Dame du Týn, après avoir accepté d'y être nommé musicien liturgique et directeur.
Il a été membre d'honneur de plusieurs associations musicales et académies, dont le Mozarteum de Salzbourg. 
Václav Emanuel Horák est représenté dans le tableau d'Ilia Répine Les Compositeurs slaves.

## Style
Dans son style, Horák prolonge le classicisme, sous l'influence durable de ses maîtres Bedřich Diviš Weber et Jan August Vitásek, qui à leur tour étaient disciples de Mozart.
Son œuvre liturgique comprend douze messes, un requiem, une passion, des motets et des chants spirituels. Elle a été appréciée de son vivant, et est encore jouée aujourd'hui.

## Enseignement et théorie
Horák a également ouvert deux écoles de chant et a écrit un essai intitulé Sur l'Ambiguïté des Accords.

## Œuvres choisies
Ouvrages théoriques:
- Über die Mehrdeutigkeit der Akkorde (Sur l'Ambiguïté des Accords) (1846)
- Gesangschule für Sopran und Alt (1855)
- Kleine Gesangschule für eine Baßstimme (1857)
- Harmonielehre - un manuscrit, un chapitre publié en 1872.

Compositions:
- Missa solemnis (1874)
- Hymni pro defunctis
- Pět čtverozpěvů (1850)